# 癌症
癌症（英語：cancer）又称恶性瘤（malignant tumor）、惡性腫瘤（malignant neoplasm），是各种恶性肿瘤的统称，相对于良性肿瘤，分为上皮癌和肉瘤两大类。癌症与良性肿瘤不同处在于：其细胞处于失控状态，生长和分裂速率快，具有浸润、侵蚀和转移的性质，并且分化不成熟、高度退行发育，自然过程呈致死性。
癌症的症状多样，除可引起局部压迫和阻塞等症状外，还可因浸润和转移而导致相应的临床表现，有时会出现贫血、发热、体重下降、夜汗、感染、恶病质等全身表现。
當生物體控制細胞分裂的機制失常後，細胞異常增生並侵犯身體的其他部分就會引發症状。癌细胞除了分裂失控外，还会局部侵入週遭正常組織甚至經由体内循環系統或淋巴系統转移到身體其他部分。不是所有的腫瘤都會癌化，有些細胞异常增生但不會侵犯身體其他部分则稱為良性腫瘤。癌症常見的徵象與症狀包括新發生的腫塊、異常的出血、慢性咳嗽、無法解釋的體重減輕、以及腸胃蠕動的改變等等，但其他疾病也可能會出現這些症狀，因此發現這些症狀並不一定表示得了癌症。在人類身上，目前已知的癌症超過一百種。

## 名称由来、分类、辨析与命名
希臘文现在作为醫學術語特指從上皮細胞所變化而成的惡性腫瘤，中文翻译成“癌”。克理索將翻譯成拉丁文，也就是“螃蟹”的意思，中文将其翻译成“癌症”。另外蓋倫則使用“oncos”描述所有種類的腫瘤，而這也是現代腫瘤學（oncology）命名的由來。
19世纪起日本人将现代癌症翻译为“癌肿”。20世纪起中国开始使用“癌”这个词稱呼此症狀。其实中文的“癌”字最早出现于1170年东轩居士著《卫济宝书》：“痈疽五發，一曰癌……”。南宋楊士瀛著《仁齋直指附遺方論·卷二十二·癌》中，記載了癌的症狀：“癌者，上高下深，巖穴之狀，顆顆累垂，裂如瞽眼，其中帶青，由是簇頭，各露一舌，毒根深藏，穿孔通裡，男則多發於腹，女則多發於乳，或項或肩或臂，外證令人昏迷。”癌字從嵒，嵒即山巖，岩為巖的俗體字，古代癌、嵒、嵓、巖、岩通用，癌的本義和讀音均同「巖」，傳統中醫學常用其本義本字「岩」作為病名，指質地堅硬、表面凹凸不平、形如岩石的腫物，是以形象命名的，例如乳岩、腎岩、舌岩，多歸類於外科。
在普通話中，癌症的“癌”字依造字規則應讀作ㄧㄢˊ（yán，巖），但自1950年代之前开始，生活中“癌”字常讀作ㄞˊ（ái，皚）。這是為了避免口語中與炎症混淆而更動讀音。在中国大陆1961年编修《新华字典》时为了同“炎症”区别，推荐“癌”读ㄞˊái。所以今天“皑”的发音在大陆是唯一的正确发音。
在台灣，資策會當初編製中文輸入法時，是以中國古籍為參考，而沒有考慮到實際生活中的讀音。在普通的注音輸入法仍需輸入ㄧㄢˊ巖音才能找到「癌」字，新式注音輸入法已改。日常口语中两种发音均常见，近來已跟隨中國大陸。臺灣話（閩南語）「癌」讀作「gâm」，與「炎」（iām）不同音。粵語廣州話「癌」讀作「ngaam4」，與「炎」（jim4）亦不同音。吳語上海話中「癌」讀/ŋe̞23/，與「炎」/ɦi23/的讀音也不相同。

### 分類
現今癌症分类主要以肿瘤来源组织的細胞类型和其生物学行为作为依据。在病理学上，每一个系统和器官的肿瘤都有详尽的分类。分类一方面是为了诊断的需要，统一术语。另一方面则是出于预后方面的原因。以下的類別較為一般所接受：
根據腫瘤的發展，可分成：
- 良性腫瘤
- 惡性腫瘤

良性腫瘤指腫瘤細胞未發生轉移與侵入周遭組織的情形，反之則稱為惡性腫瘤，多數會影響生理功能的腫瘤都是惡性腫瘤。
若是依據生成腫瘤的來源組織細胞分類，可分成四類：
- 上皮細胞
- 間葉細胞
- 血液幹細胞
- 神經上皮細胞

雖然幾乎各類型的細胞都有可能轉變成為腫瘤細胞，但是人類的癌症絕大部分都是源自於上皮細胞所產生的惡性腫瘤，這個類別包含大多數和許多常見的癌症，包括乳癌、攝護腺癌和肺癌。惡性上皮細胞腫瘤又可進一步分成惡性鱗狀上皮細胞腫瘤（一般的上皮細胞所轉變），與惡性腺瘤（來自於構成腺體的上皮細胞）。
其他並非源自於上皮細胞的惡性腫瘤有：
- 肉瘤：由結締組織或來自中胚層的細胞所轉變而成的腫瘤。
- 淋巴瘤和白血病：源自血液或骨髓細胞的腫瘤。
- 間皮瘤：從位於腹膜或肋膜上的間皮細胞轉變的腫瘤。
- 神經膠質瘤：由神經膠質細胞變化成腫瘤，神經膠質細胞也是最主要的一種腦細胞類型。
- 生殖細胞瘤：腫瘤來自生殖細胞，通常位在睪丸及卵巢。
- 胎盤瘤：從胎盤細胞變化的腫瘤。

### 癌症的命名

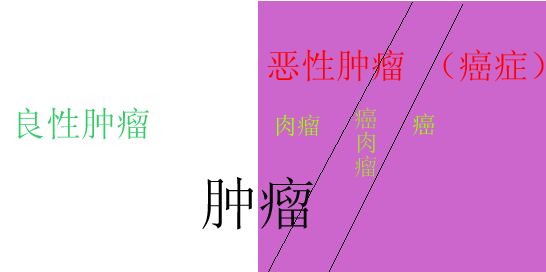
肿瘤，癌和癌症的关系

正常組織轉變成腫瘤需經一連串的過程。從最初期的細胞增生，多半可藉由身體本身的防禦機制加以清除或保持穩定。到成為一團腫塊的良性腫瘤，此時身體已無法自立將其去除，而只能選擇共存。但是也並非所有良性腫瘤都會轉變成為惡性腫瘤。惡性腫瘤是指當增生的細胞侵入周遭組織，並獲得新生血管供應養分後，開始快速生長且轉移到其他組織的時候，也叫做癌症。
肿瘤可為良性或惡性。而在腫瘤里面，那些内不含液体与囊状结构的异常新生组织块被称为固态瘤，白血病則不屬於固態瘤。在中文，肿瘤、癌和癌症的定义可以写作以下两条公式：
- 肿瘤=良性肿瘤+恶性肿瘤（癌症）
- 恶性肿瘤（癌症）=癌+肉瘤+癌肉瘤[22]

良性腫瘤在西方语言里使用-oma作為词尾。而在中文领域，则一般是在细胞类型或组织名后面加一“瘤”字，例如，發生於子宮平滑肌上的良性腫瘤即名為子宮肌瘤。然而命名原則並不總是一致的，有些「惡性」腫瘤的名字也使用-oma作為字根，例如neuroblastoma、lymphoma以及melanoma。
惡性腫瘤的命名通常使用其發生器官的拉丁文或希臘文作為字首，上述類別則作為字根來命名。對於常見的癌症，有時會使用英文的器官名來代替希臘或拉丁文名。例如，最普遍的乳癌類型即名為ductal carcinoma of the breast或者是mammary ductal carcinoma。而在中文领域，则分为两种情况。如果该恶性肿瘤是上皮组织来源的，则在上皮名称后面加一“癌”字。如果是间叶组织来源的，则被称为肉瘤。例如，生長在肝臟的惡性腫瘤命名即為肝臟上皮細胞腫瘤，或简称为更常见的“肝癌”；發生在脂肪細胞則稱作脂肪肉瘤。而骨肉瘤则是间叶组织来源的。如果一恶性肿瘤既有癌的成分，又有肉瘤成分，则被称为癌肉瘤。
但在上述的这些命名规则之外，则有一些特殊命名的例子，例如：
- 白血病，精母细胞瘤，虽然被称为病和瘤，却是恶性肿瘤。
- 有些恶性肿瘤，并不被称为癌或肉瘤，而是以“恶性……瘤”的名词出现，如恶性黑色素瘤。
- 有的肿瘤以最初研究者的名字命名，如霍奇金淋巴瘤。
- 有些肿瘤以其细胞形态得名，如透明细胞肉瘤。
- 神经纤维瘤病，血管瘤病和脂肪瘤病指肿瘤多发的状态。
- 畸胎瘤是性腺或胚胎剩件中的全能细胞发生的肿瘤，常发生于性腺，一般含有两个以上胚层的成分，结构混乱，也有良性和恶性之分。
- 有些肿瘤的形态类似于某些幼稚组织，称为“母细胞瘤”。其中也有良性和恶性之分，良性者如骨母细胞瘤，恶性的则有神经母细胞瘤[22]。

## 研究史
癌症在人类的历史中一直存在着。有关癌症的最早记录来自于古埃及人在艾德溫·史密斯紙草文稿对胸腺癌的记载，受限于当时的医学，他们在文稿上写下了“此病无药可救”。古希臘學者希波克拉底曾經描述了一些癌症的症狀。他把良性腫瘤稱為，意为膨脹、腫塊。惡性腫瘤則稱，意为螃蟹或小龍蝦。這樣的命名可能來自於惡性腫瘤的表面形狀：惡性腫瘤通常有一個堅實的中心，然後向周遭伸出一些分支，就像螃蟹的形狀。並且在之後加上了代表膨脹、腫塊的字根，組成。因為希波克拉底反對希臘傳統打開身體的作法，他的描述中僅有在外觀可見的腫瘤，例如位於皮膚、鼻子或乳房上的腫瘤。而治療的方式也是根據其所提出的人類健康是由四種體液（黑膽汁、黃膽汁、血液、痰）所達成平衡的理論來進行（體液學說）。根據患者的四種體液平衡狀態不同，有飲食、放血、使用瀉藥等治療方法。雖然數個世紀後的現在，我們已經知道癌症可能發生在身體的任何地方，但直到發現癌症是由異常細胞所引起的疾病之前，根據體液理論的治療方式仍舊普遍使用來治療癌症。
即使治療方法並未改變，在16世紀與17世紀時，經醫生解剖屍體尋找病因變得較可為大眾接受。德國教授威赫姆·法布里認為乳癌是由乳汁在輸乳管中造成的凝塊引起。荷蘭教授弗朗西斯库斯·西尔维乌斯，相信所有疾病都是化學反應的結果，而酸性淋巴液則是癌症的起因。他的同儕尼可雷斯·托普則認為癌症是一種慢慢地散播且具傳染性的毒物。
到了18世紀，由於顯微鏡的普遍使用，科學家發現了「癌毒」會從原本腫瘤生長處透過淋巴結轉移到身體其他部位（遠端轉移）。但是由於衛生的問題，以手術治療癌症並無法有很好的結果。有名的蘇格蘭外科醫生亞歷山德·蒙羅在60名手術成功的病例中，僅2名乳癌患者存活二年以上。進入19世紀後，無菌法的使用改善了外科手術的衛生情形，並且也讓術後存活率上升。使得外科手術切除腫瘤成為癌症主要治療方式。19世紀末期時的威廉·科萊則認為治療的成功率在無菌手術施行之前反而更高（威廉·科萊曾以注射細菌進入腫瘤的方法想要治療癌症，但結果並不明顯），癌症治療變成根據各個外科醫生在去除腫瘤上的不同想法來施行。同一時期，人的身體為不同的組織構成，組織則由細胞組成的觀念興起，體液理論有關體內化學不平衡的說法都被放置一旁。細胞病理學的時代正式來臨。
在19世紀末發現放射性元素的居禮夫婦，也建立了放射線治療方法。這是第一個有效的非手術癌症治療方法。在此以後，外科醫生不再獨立進行治療，轉而與醫院裡的放射專家一起合作進行治療。這樣的多方面合作也使得癌症患者的治療難以如往常在家中診療，而必須在能夠結合各方面專家的醫院裡進行。這也讓許多病患的資料都能紀錄進醫院的檔案中，利用這些檔案資料，也產生了第一份以統計分析癌症病患資料的結果。
癌症患者治療和研究的進展限於醫師間各自的研究與測試，直到第二次世界大戰時期，許多醫學研究中心發現同一種疾病在不同國家間的發生率差別相當大，也促使各國的公共衛生組織互相通報疾病及流通醫院治療的資料，直到今日仍然是廣為各國採用。日本醫學界觀察到廣島和長崎原子彈受害者的骨髓完全被毀壞。他們認為放射線可能也可用來治療有問題的骨髓，這項發現開啟了使用骨髓移植治療白血病的想法。
從第二次世界大戰之後，癌症治療的進步建立在改進並標準化現有的治療方法。進一步則是要利用流行病學的研究與國際合作找出新的療法。癌症研究目的在瞭解癌症的發生與過程的原因，並且希望能藉著對癌症了解程度的增加，找出能夠治療癌症的有效方法。雖然20世紀末的十年裡，科學界對癌症的形成原因和惡性腫瘤細胞的運作情形的研究有極大的進展，但是目前仍然沒有發現有效的新療法。

## 病因學（環境與生活方式的影響）

肺癌發生率與抽菸有高度相關，根據上圖可發現吸煙與肺癌的關連性大約相差二十年，也就是說吸菸的影響是潛在的而非立即發生，但此兩者的相關性是確定的

癌症有許多類型，因吸菸而罹癌者佔了癌症死者中的22%，肥胖、飲食不佳、運動不足、飲酒則共佔了10%。另外，肺癌的一個重要風險因素是空氣污染。其他可能造成癌症的因素還包括某些感染、暴露於游離輻射、以及環境污染因子。在發展中國家約有20%的癌症是由於传染病（如B型肝炎、C型肝炎、以及人類乳突病毒等）造成。致癌因子通常是透過改變細胞中的遺傳物質運作，通常許多這類遺傳物質的變化是癌症產生所必要的。約5-10%的癌症是由於遺傳自雙親的基因異常。癌細胞持續生長而不受外在訊息調控，可能是原本正常的原癌基因被激活，将细胞引入到癌变状态，但主要还是因为一些与控制細胞分裂有关的蛋白质出现異常，如腫瘤抑制基因的功能失常。导致这种局面，可能是为该蛋白编码的DNA因突变而出现了损伤，轉译而出的蛋白质因此也出现错误。通常要將一個正常細胞轉化成一個惡性腫瘤細胞通常需要許多次突變，或是基因轉譯為蛋白質的过程受到干扰。引起基因突變的物质被稱為致癌物質，又以其造成基因損傷的方式可分為化學性致癌物與物理性致癌物。例如接觸放射性物質，或是一些環境、污染因子，例如，一級致癌物香煙、木糠、懸浮粒子、輻射、酒精等。还有一些病毒可將本身的基因插入細胞的基因裡，激活癌基因。但突变也会自然產生，所以即使避免接觸上述的致癌因子，仍然無法完全預防癌症的產生。发生在生殖细胞的突变有可能傳至下一代。
最近幾十年的研究中，最為確定的發現就是抽煙和癌症間密切的相關性，許多流行病學研究也已經證實這樣的關係。根據美國的數據顯示，隨著吸煙人數增加，肺癌的死亡率急劇升高。隨著近年來廣為宣導抽菸對身體的傷害之後，抽菸人口的減少，也反映在肺癌死亡率降低上。
但在某些地方例如香港，雖然吸煙人數並沒大幅增加甚至有所下降，但肺癌患者人數卻持續上升。另外，有研究顯示，癌症在全球均有年輕化趨勢，癌症患者在年輕人當中亦越來越普遍。
生活方式對於癌症發生確實是有影響，例如香菸、飲食、運動、酒精、曬太陽以及性病等。大部分癌症都與已知的生活習慣和環境因子有關。同時有越來越多的研究顯示，癌症發生也和體內褪黑激素的量相關，當需要長時間待在明亮的環境下，例如晚班的工人。或是睡眠時間較短的人，褪黑激素表現量也會偏低，而癌症的發病率較高。
相較於遺傳性的基因缺陷，生活方式對於癌症的發生並沒有決定性的影響，這是很重要的一個觀念，現今所謂的危險因子，雖然都是經過流行病學的嚴謹分析而得出的結論，但是科學的結論必須要在嚴格的條件控制之下才會成立。雖然抽菸的確會提高罹患肺癌的機率，但直到目前為止，醫學上仍舊無法精確的定義出抽菸的量，或是幾歲開始抽，一定會引起肺癌。每個人在基因上的不同，使得每個人對不同物質的反應都不相同。所以並沒有所謂絕對健康的生活方式，坊間許多生機飲食和眾多號稱防癌的健康食品，所能得到的效果並不大。不需要杞人憂天的飲食及生活，即使是癌症病患，只要保持正常生活，適當補充養分即可。但是有些高危險因子是所有人都應該要小心避免的，例如抽菸、喝酒、進食快餐和嚼檳榔等。

## 病理生理學（癌症的起源）
細胞分裂或細胞增殖是普遍發生在許多組織的一個生理過程。通常細胞增殖和細胞凋亡會達到平衡，而且受到嚴謹地調控以保證器官和組織的完整性。DNA的突變或是經遺傳得到的缺陷基因導致這些有序的過程受到改變。隨著細胞生長複製，如同滾雪球般持續累積新突變，最終不受管制而增殖的細胞通常會轉變成良性腫瘤或惡性腫瘤。良性腫瘤不會擴散到身體其他部份，或是侵入別的組織，除非壓迫到重要的器官，否則也不會影響生命。惡性腫瘤則會侵略其他器官，轉移到身體其他部位而危害生命。
有些並非發生在人類的癌症可能經由傳染而引起，例如發生於狗的史狄可氏肉瘤。有病患接受器官移植，由於移植器官中帶有腫瘤，結果得到癌症。這是目前已知較類似經由傳染而得的例子。

### 分子生物學

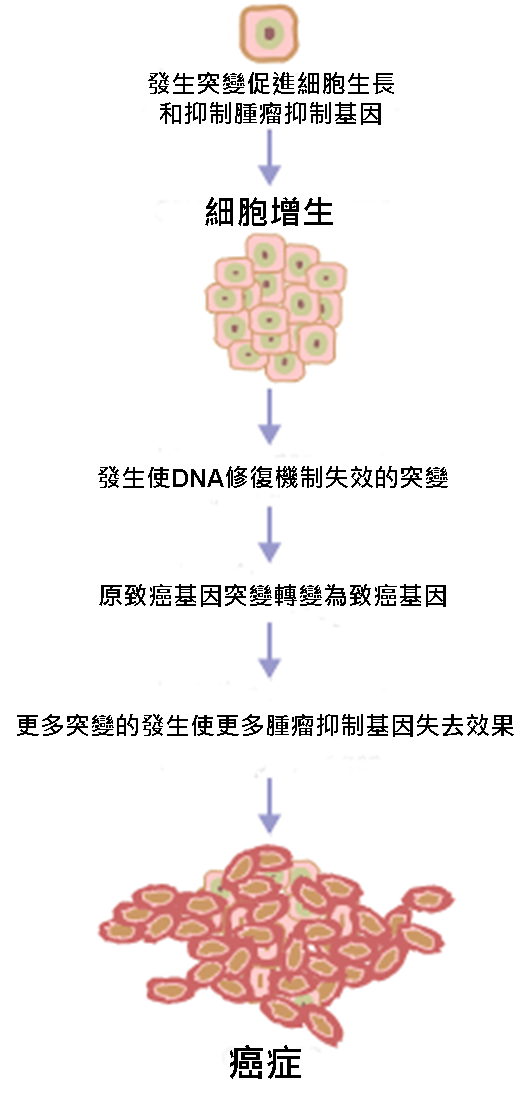
癌症是由一系列的基因突變造成的。每個突變對於細胞接下來的運作都可能會有所影響。

癌变意味著一連串由DNA受損而引發細胞分裂速率失控，導致癌症發生的過程。癌症是基因引起的疾病，當調控細胞生長的基因發生突變或損壞時，使得細胞失去控制，持續的生長及分裂而產生腫瘤。大部分人體內的細胞是不會持續分裂生長的，除非遭遇受損，例如肝細胞、心肌細胞。但是像是由上皮細胞組成的組織，包含腸黏膜、皮膚等，均需借由複製生長來持續更新以保持功能正常。而持續的更新這些上皮細胞構成的組織是有其必要性存在的，這樣的作用可保護人體本身保持正常功能。因為上皮細胞所處的環境常接觸到外界物質或機械力的損傷，如果不能夠將受損細胞更新，必定會影響到其功能。但是具有持續生長能力的細胞，對癌症的產生就是最好的環境，對於要將其轉變成癌細胞就會簡單的多。這也是為何所有常見的癌症，多數源自於上皮細胞的原因。調控細胞生長主要有兩大類基因，原致癌基因主要是一些參與促進細胞成長、進行有絲分裂的基因。肿瘤抑制基因，則是負責抑制細胞生長或是調控細胞分裂進行。一般而言，突變需要發生在調控細胞生長的重要基因上，才有機會使一個正常細胞轉化成癌細胞。
原致癌基因透過不同途徑促使細胞成長。有些原致癌基因可調控產生刺激細胞有絲分裂的激素，（又稱作荷爾蒙，是一種在細胞間傳遞控制訊息的「化學信號」），受到激素刺激的細胞或組織的反應則受其細胞內的訊息傳遞路徑決定。有的原致癌基因也負責組成細胞訊息傳遞系統或訊息受器，借由基因表現量的調控進而控制訊息傳遞系統對激素的敏感程度。此外分裂原、轉錄與蛋白質合成都常見原致癌基因的參與。原致癌基因的突變可能影響基因表現或是功能，導致下游蛋白質的表現或活性改變。這樣的情形發生時，原致癌基因就轉變成為致癌基因，帶有致癌基因的細胞則有更高的機率發生異常。因為原致癌基因參與調控的細胞的功能十分廣泛，包括細胞生長、修復和維持體內平衡，所以我們也無法將其從染色體中去除來避免癌症發生。
腫瘤抑制基因產生的蛋白質主要的功能在於抑制細胞成長、調控有絲分裂和細胞複製的過程。通常是當細胞受到環境改變或DNA受損時而表現出來的轉錄因子。當細胞偵測到發生DNA損傷時會活化細胞內的修補訊息傳遞途徑，借此促使調控細胞分裂的腫瘤抑制基因表現使細胞分裂暫停，以進行修復損壞的DNA，而DNA損傷才不會傳遞到子細胞。最有名的腫瘤抑制基因為p53蛋白質，其本身是一個轉錄因子，可被細胞受到壓力後所產生的訊號所活化。例如，缺氧或是受到紫外線照射。在將近一半的癌症中，可發現p53功能缺失或是表現量異常。目前較確切的兩個作用分別是在細胞核中作為轉錄因子，以及在細胞質中參與調控細胞週期、分裂和凋亡。對於p53在細胞訊息調控以及細胞生長、凋亡的功能已經有著數量極多的研究報告。許多基因剔除的研究也指出p53對於細胞的重要性，所以p53在癌症的發展中必定扮演關鍵的角色，可說是研究癌症極重要的一個蛋白質。
找出癌症最初發生的原因是不可能的。然而在分子生物學技術幫助之下，找出腫瘤內基因的異常則是可行的。因此根據基因與染色體變化的嚴重程度，對於預測病患预后情形上有迅速的進展。例如有些帶有瑕疵p53基因的腫瘤細胞，在進行化學治療時較不會發生細胞凋亡，可以預知這樣的病患會有較差的預後。基因發生突變後，細胞重新產生正常細胞沒有的端粒酶則能去除細胞分裂次數的障礙，使細胞能無限的生長分裂，有些突變則能使腫瘤細胞進行惡性轉移到身體其他部位，或是促進血管新生讓腫瘤細胞能得到更多營養的供應。
惡性腫瘤細胞有以下幾個特性：
- 不受細胞凋亡機制的影響
- 不受限制的生長（不死，由於有大量端粒酶，細胞不受到細胞凋亡機制的調控）
- 自給自足的生長因子
- 對於限制生長因子的控制不敏感
- 細胞分裂速率加快
- 重新獲得细胞分化能力
- 不受細胞間接触抑制所影響
- 具有侵入周邊組織的能力
- 進行遠端轉移到其他部位
- 能促使血管新生[47]

### 遺傳
多數癌症是自發性的，但是有些癌症還是與遺傳有關，通常遺傳到缺陷的腫瘤抑制基因時會有較顯著的影響和症狀。舉例而言：
- 遺傳性的BRCA1和BRCA2基因突變使得乳癌和卵巢癌風險升高[48][49]
- 多發性內分泌系統細胞增生（英语：multiple endocrine neoplasia）1型、2a型、2b型
- 因p53突變而引起的李佛美尼症候群，會產生多種腫瘤，包含骨肉瘤、乳癌、軟組織肉瘤、腦瘤。
- 透克氏症、嘉得氏症（英语：Gardner Syndrome），發生腦瘤、結腸息肉。
- 家族性大腸息肉症，是指經遺傳得到缺陷的APC基因，而在年輕時大腸和結腸常有許多息肉產生，使得到結腸癌機會增大[50]。
- 發生在幼童身上的視網膜母細胞瘤也是屬於遺傳性癌症的一種。

### 形態學

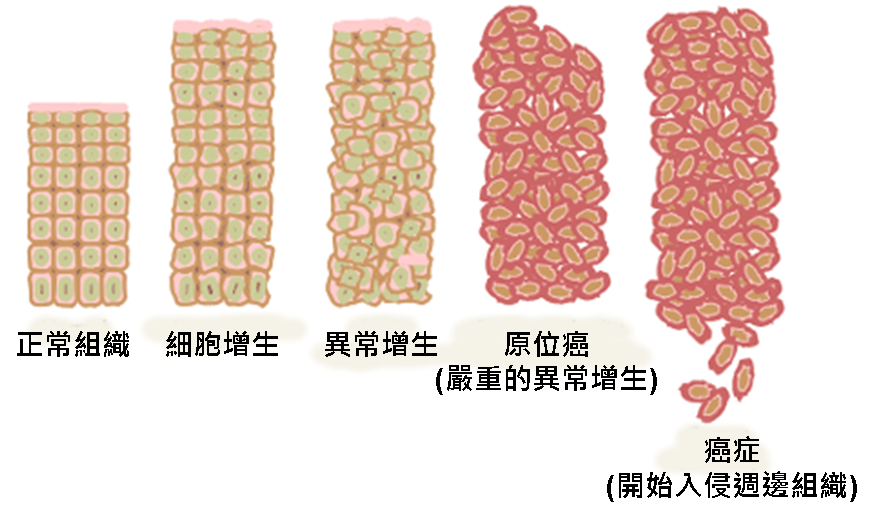
從正常組織到腫瘤組織的形態變化

癌組織在顯微鏡下具有鮮明的外觀，主要是有大量分裂中的細胞、變大的細胞核、細胞大小與形狀改變、失去細胞特化的特徵、失去正常組織結構和細胞間的邊界變的不明顯。免疫組織化學染色法和其他分子生物學標記方法可根據腫瘤細胞的特徵提早發現腫瘤，而有助於診斷和預後。
活體組織取樣和顯微切片檢查可以區分在組織內快速增長卻又未超出組織限制的細胞是屬於惡性腫瘤或僅是正常的細胞增生。細胞增生是可逆的過程，當正常組織受到刺激時就會發生增生的反應，例如結痂。異常增生是一種過度的細胞增加，特徵是正常組織細胞結構和安排會被破壞。通常可恢復正常，但偶爾也會逐漸轉變成為惡性腫瘤。
最嚴重的異常增生稱為「原位癌」（carcinoma in situ）。在拉丁文中，所謂「原位」（in situ）指「在此處」，因此原位癌指細胞在原本的位置不受控制的生長，不過沒有侵入周邊組織的傾向。儘管如此，原位癌仍有可能發展成為具侵略性的惡性腫瘤，如果情況允許的話，通常會經由手術來切除。

### 腫瘤細胞的擴散與轉移
肿瘤在其生长过程中，虽然能够暂时通过建立新生血管解决自身给养问题，但是快速的增长一样会将之推向资源和空间匮乏的边缘。隨著腫瘤細胞持續生長，在這樣競爭的壓力下，这时肿瘤就会扩散。而这种肿瘤在生长过程中侵略性不断增加的过程则被称为演进（progression）。具体的行为则是生长的加快，并且开始入侵周遭的正常组织（癌症浸润），并且通过血管转移到远端（癌症转移）。

## 流行病學
癌症的流行病學是利用研究癌症發生機率來推測癌症的可能成因以及相關的性質。最早可追溯到西元1775年，英國外科醫師波希瓦·帕特發現陰囊癌症在煙囪清潔工人身上發生率很高，而想要藉研究煙囪清潔工人和一般人之間的差異點找出發生陰囊癌症的成因。但是往往因為個別醫師的見解不同，對於疾病發生的原因常有不同的看法，不過當醫師們開始合作並分享診療經驗時，確切的病因就很容易經由彼此間交流的資訊而被找到。
在1926年由英國健康部的珍奈·連-克萊邦所發表關於乳癌的研究報告奠定下癌症流行病學研究的基礎，在這份報告中比較了500例乳癌患者和500名有相同背景和生活方式的正常人之間的差異處。這樣開創性的研究方式由理查·道爾和奧斯汀·布萊德福·希爾繼續下去，並在西元1956年時發表了「肺癌與其他死亡原因和抽煙的關係。對於英國醫師死亡率的第二份報告。」，這篇相當重要的研究文獻也被稱為對英國醫師的研究。1968年，理查·道爾離開倫敦醫學研究中心，到牛津大學創立研究癌症流行病學的實驗室，藉由電腦的幫助，理查·道爾的實驗室是第一個將大量癌症資料建檔並分析的地方。現代流行病學方法則與對疾病的了解以及公共衛生政策密切相關。近50年來，美國政府已花費許多力氣在搜集資料上，包括全美的醫療執業、醫院、省、州、甚至其他國家，藉此希望能找出環境、文化和種族間不同的因素與癌症發病率相互間的關聯與影響。
目前癌症流行病學面臨最大的問題在於對癌症發生觀念的轉變。譬如病患在50歲時經乳房X光攝影發現一個生長速度非常緩慢的乳癌腫瘤，可能在病患七十歲時只是發展成較為明顯的良性腫瘤。所以癌症病程的變化速度，仍舊要取決於病患本身。而診察技術的進步，的確對流行病學的資料分析與解讀有很大的影響。
在一些西方國家，例如美國（见下表1），目前所有死亡人數的25%是因癌症死亡。而每年約有0.5%人口診斷出癌症。癌症已經超過心血管疾病成為死亡的主要原因。許多第三世界國家的癌症發病率卻反而較低（根據目前可得知的數據），可能因為傳染病、缺乏醫療資源等造成的高死亡率所導致。隨著瘧疾和肺結核的控制，第三世界國家的癌症發生率則可望上升。這個現象在流行病學中稱作疾病轉型。
在2012年，大約有1,410萬人被检测出癌症，並且造成820萬人身亡（相當於全年總死亡人數的14.6%）。男性身上最常見的癌症包括肺癌、前列腺癌（攝護腺癌）、大腸直腸癌、以及胃癌；在女性身上最常見的則是乳癌、大腸直腸癌、肺癌和子宮頸癌。兒童以急性淋巴性白血病和腦瘤最常見，不過非洲除外，非何杰金氏淋巴瘤在那裡更常見。2012年，大約16.5萬個15歲以下的兒童被診斷出罹患癌症。各個年齡層的人都有可能產生癌症，由於DNA的損傷會隨著年齡而累積增加，罹癌的風險會隨著年齡的增長而升高，同時有數種癌症在已開發國家較常見。美国每年逝世的5个人当中有一人是因癌症致死，这一数字在世界范围则是100-350/100000。癌症在发达国家中已成為主要死亡原因之一，在台灣則是長年位居十大死因之首。隨著人類越來越長壽及開發中國家生活習慣的改變，全球的罹癌率整體而言在上升中。
表1：以下數據是根據美國成人的資料統計所得，在其他地區可能會有不一樣的結果：
| 男性              | 男性              |                        | 女性              | 女性 |
| 發生比例          | 死亡比例          | 發生比例               | 死亡比例          |      |
| 前列腺癌（33%）   | 肺癌（31%）       | 乳癌（32%）            | 肺癌（27%）       |      |
| 肺癌（13%）       | 前列腺癌（10%）   | 肺癌（12%）            | 乳癌（15%）       |      |
| 大腸直腸癌（10%） | 大腸直腸癌（10%） | 大腸直腸癌（11%）      | 大腸直腸癌（10%） |      |
| 膀胱癌（7%）      | 胰臟癌（5%）      | 子宮內膜癌（6%）       | 卵巢癌（6%）      |      |
| 皮膚癌（5%）      | 白血病（4%）      | 非何杰金氏淋巴瘤（4%） | 胰臟癌（6%）      |      |

癌症流行病學的研究反映在各個國家中致癌的危險因子並不相同。在西方國家，肝上皮細胞惡性腫瘤是很罕見的，而在中國與其周邊國家則是主要常見的癌症之一。可能是因為B型肝炎的流行或黃麴毒素的常見所引起。同樣的因為吸煙在第三世界國家日趨普遍，使得肺癌的發生率在這些國家中也有逐漸升高的趨勢。
癌症也會發生在幼兒和青少年，但較為罕見。有些研究認為小兒癌症，特別是白血病，一直在增加中。
兒童癌症發生的高峰期是出生後一年間，白血病（通常是急性淋巴细胞白血病是主要發生在兒童上的惡性腫瘤，接著就是中樞神經系統的癌症和神經母細胞瘤。其餘還包括威耳姆氏腫瘤、淋巴瘤、兒童橫紋肌肉瘤，源自肌肉）、视网膜母细胞瘤、骨肉瘤與尤因氏肉瘤。
女性和男性嬰兒的癌症發生率基本上一致。但在多數癌症中，白人嬰兒比黑人嬰兒有較高的癌症發生率。得到神經母細胞瘤、威耳姆氏腫瘤或視網膜母細胞瘤的嬰兒通常可以存活，白血病則較少（80%），而發生其他類型癌症的嬰兒存活率則更低。

## 预防
許多癌症都可以預防，預防的方式包括戒烟、不要攝取太多酒精、多吃蔬菜水果及全穀類食品、減少紅肉與速食（包含加工食品）的攝取、維持健康體重、多運動、減少陽光曝曬、以及注射疫苗預防某些传染病等等。透過篩檢早期發現，對於部分的癌症（包括大腸直腸癌和子宮頸癌等）有用，但乳癌篩檢的價值則有爭議性。
癌症預防的目標就是減低癌症的發生。包含減少接觸致癌物的機會，改變飲食及生活習慣，或是醫療技術的進步（超音波、核磁共振攝影、X射線斷層成像或正電子發射電腦斷層掃描等檢驗）。
許多預防癌症的想法是根據流行病學的研究而來，分析病患的資料可發現生活方式或是接觸一些環境危險因子的確與特定癌症的發生機率相關。越來越多的證據顯示，根據流行病學研究所提出的建議改善，確實可以讓癌症發病率和死亡率降低。
因為接觸危險因子而增加癌症風險的例子包括飲酒（增加罹患口腔、食道、乳房等癌症的機率），吸煙——但大約20%得到肺癌的女性從未吸煙，相對僅有10%男性肺癌病患是非吸煙者，目前推測這樣的差異是來自廚房油煙或是吸入家中其他抽菸男性的二手煙，缺乏運動（與結腸癌、乳癌或其他癌症有關），肥胖（與結腸癌、乳癌、子宮內膜癌及其他可能的癌症）。根據流行病學研究推測，避免過量飲酒，經常運動，保持適當體重的確有助於減少某些癌症的風險。不過這些因子的影響遠小於抽菸所產生的致癌風險。其他已知會影響癌症風險的因素（無論好或壞）還有性病、服用荷爾蒙、輻射線、紫外線、化學物和某些傳染疾病等。

### 飲食與癌症
1970 年代，美國前總統候選人乔治·麦戈文（George McGovern） 集合全美許多專家學者，研究飲食習慣與癌症及慢性病的關係，於 1977 年發表了著名的長達五千多頁的〈麥戈文報告〉，報告的結論指出：「大部分疾病的原因來自錯誤的飲食方式」，即高脂肪的肉食習慣。飲食習慣與癌症的相關性很早就被研究。而各國間特別的飲食習慣差異，使得不同癌症間的發生率差別很大。例如常吃生食及醃漬食物的日本常見胃癌的發生。飲食習慣主要是煎烤肉類，多油高糖的美式飲食，有可能是美國常見結腸癌的原因。1982 年，美國國家科學院發表一份飲食、營養及癌症的報告，同樣表示，以素食為主的飲食方式可以預防癌症。1990 年代所發表英國及德國流行病研究亦指出，素食者得到癌症的機率比葷食者低25 ～50%。
同時也有研究顯示，外國移民的確會受到所移民地區的飲食影響，而有產生當地常見癌症的傾向。這樣的結果暗示，不同地區的人民發生不同癌症的原因或許並非建立在遺傳基礎上而是和生活環境的差異所引起，但的確仍須進一步的證實。
2007 年世界癌症基金會及美國國家癌症研究所，發布名為「食物、營養、身體活動和癌症預防」的世界性研究報告，明確指出植物性為主的飲食方式有預防癌症的作用，並建議大量減少肉類的攝取。
β胡蘿蔔素的使用提供一個隨機臨床實驗的必須性和重要性的例子。流行病學家觀察到當血清中含有較高的β胡蘿蔔素時，具有保護作用並可降低癌症的風險，尤其在降低肺癌的機率上最為明顯。這樣的假設衍生出一系列在芬蘭和美國進行的大型隨機臨床實驗（CARET study）。在80年代和90年代中，這項研究提供β-胡蘿蔔素或安慰劑給約80,000名吸煙者與曾吸煙者。出乎意料之外，這些測試發現補充β胡蘿蔔素並未降低肺癌發生率和死亡率，反而發現受試者的肺癌發生率反而因為外加的β胡蘿蔔素而有微幅的提高，使得這項研究很快就被停止。
隨機臨床實驗也有許多的實際施行的困難，特別是在食物及維生素的試驗上。防癌食物十字花科之作用機轉： 含有吲哚類（indoles），可有效減少乳癌及卵巢癌發生機率，另外含硫代配醣體可活化肝臟解毒酵素，抑制自由基傷害細胞。 來源：花椰菜、油菜、芥藍菜、 雪裡紅、高麗菜、芥菜、大白菜、小白菜、青江菜、白蘿蔔。
微量營養素缺乏被認為與癌症有關，但是進行隨機臨床實驗需要眾多人數參與，需時多年才能完成，因此花費也極為昂貴和複雜，所以很少實施。而通常只能以單劑量來做實驗，缺乏其他濃度比較，使得難以評估實際臨床所需的量也是一大問題。
在流行病學家及醫學研究者繼續探討癌症的相關生活因素的同時，美國醫學會所出版的著名醫學雜誌也於 2009 年刊登一篇由 美國癌症中心所主導的 50 萬人大型飲食研究，直指紅肉和加工肉 類的攝取和癌症死亡率有密切相關。這篇研究數據顯示，每天只要 吃一片炸排骨大小的肉類，10 年內光是因癌症死亡的機率就會增加 20%，更不用提及因此產生癌症的比例了。
動物性食品可說是各大癌症共同的危險因子，不論是紅肉、白肉或乳製品都和癌症有緊密關聯。大型的世界性癌症與飲食研究，皆強烈建議減少或避免動物性食品攝取，採素食降低癌症發生率。所以防癌守則：日常三餐以新鮮食材為主，以新鮮蔬果作為膳食纖維的主要來源。加工、醃漬、肥肉、內臟及油炸食物應該少吃。飲料以白開水為主。每週運動至少3次，心跳要達到每分鐘130下，並持續30分鐘。盡量維持正常的生活作息，注重睡眠品質，再加上定期進行健康檢查。

### 其他具有預防癌症效果的化學物質
它莫西芬是一種合成的非類固醇類的抗雌激素。由於某些乳癌細胞會受到雌激素的刺激而加速生長，它莫西芬可以選擇性地調節雌激素受体而抑制雌激素對這些細胞的作用，是目前治療乳癌時最常使用的藥物之一1977年，美國食品藥物檢驗局（FDA）核准其在臨床上使用，至今用在乳癌治療上已有20多年歷史。最初是治療乳癌末期的患者，近年來也用於治療初期乳癌及預防乳癌高危險群的發病機率。已經證明若是持續每天服用，約5年之後，能夠減少乳癌高危險群婦女約50%發病機率。顺视黄酸也可以減少初期頭頸癌患者發生惡性轉移的機會。非那甾胺是5-α還原酶抑制劑，能夠降低前列腺癌的風險。其他有預防作用的化學物還包括COX-2抑制劑，可抑制身體合成發炎前列腺素的環氧合酶。

### 基因檢測
對於癌症高風險群，例如有家族病史，或是環境汙染（例如輻射屋居民）的人進行基因檢測，可做較深入仔細的檢查分析，服用預防藥物。確定有癌症相關基因突變的人，可藉由預防性的手術，降低癌症機會。

## 診斷

胸腔X光照片顯示左肺上有一腫瘤

大多數癌症最初都是因為出現症狀，或透過檢查而被發現。但確定的診斷必需要經過病理醫師經切片檢驗確認。癌症可以由症狀和徵候或透過篩檢的方式發現，然後再以影像檢查和切片檢查來確診。

### 症狀
大致上癌症的症狀可分為三類：
- 局部症狀：異常腫塊或腫脹（腫瘤），出血，疼痛和潰瘍。因為腫瘤壓迫周遭組織所引起的症狀，如黃疸。
- 惡性轉移的症狀：淋巴結腫大、咳嗽、咳血、肝腫大、骨頭疼痛、骨骼因腫瘤轉移影響發生骨折以及神經系統的症狀。雖然癌症末期會出現疼痛的現象，但疼痛往往並不是惡性轉移發生的症狀。
- 全身性的症狀：體重減輕、食欲不振、惡病體質、大量出汗（夜間盜汗）、貧血

此外也有稱為腫瘤伴隨症候群的症狀，指的是身體因新生恶性腫瘤而在荷爾蒙，神經系統，血液，生化过程等方面出现紊乱的臨床症狀，但與腫瘤的轉移或入侵無直接关系，如血栓或荷爾蒙的變化。
上述中各種症狀都有可能由其他的疾病引起，癌症不一定是產生這些症狀的主因，確切原因仍需要鑑別診斷診察。

### 活組織檢查

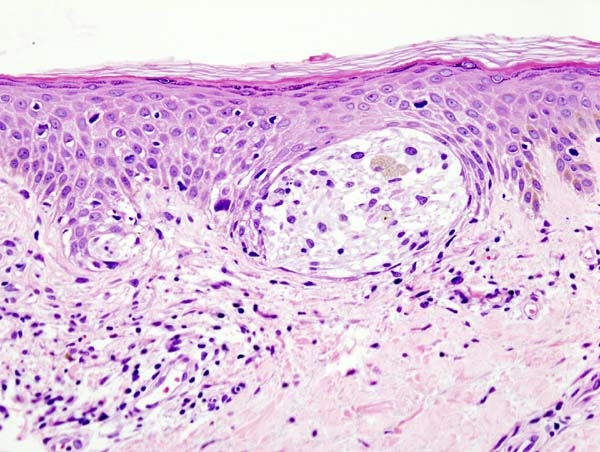
活體組織切片後取下的組織，經染色後由病理醫師判讀，此圖所示為惡性黑色素瘤之切片

病患可能經由許多症狀或檢驗結果被懷疑罹患癌症，但診斷惡性腫瘤最確定的方式就是經由病理醫師對活體組織切片或經手術取得的組織做病理檢查來證實癌細胞的存在。許多活體組織切片，例如皮膚、乳房或肝臟等，在醫師的診療室內即可取得。但是其他器官的切片，則需要在麻醉情形下在手術室進行。
根據組織診斷可判定腫瘤的生長程度，其病程的分級和其他腫瘤特徵。這樣的資訊對於判斷病患的預後情形和選擇最佳治療方式上非常有用。細胞遺傳學和免疫組織化學染色法對於提供有關癌細胞未來可能的發展情況以及選擇治療方式上，都佔有相當重要的角色。

### 病程分期
目前最為廣泛採用的分期方式是經由美國癌症聯合委員會（American Joint Committee on Cancer，AJCC） （页面存档备份，存于）所訂定的，癌症分期主要依據幾個主要原則：
- 腫瘤產生的部位
- 腫瘤的大小以及數目
- 淋巴結是否被侵入以及週邊淋巴結被侵入的情形
- 遠端轉移的發生與否

綜合以上的原則建立起來的腫瘤分期系統又稱為TNM分期系統，這樣的分期又可因檢驗的方式不同細分為臨床分期法（clinical staging，cTNM）、外科分期法（surgical staging，sTNM）與病理分期法（pathological staging，pTNM）。一般所採用的都是TNM分期，如果病患進行手術，手術的檢查得到的分期結果就是外科分期法，若是手術切下的標本經病理醫師判定，其結果則為病理分期法。這些分期方式的定義均由美國癌症聯合委員會和國際對抗癌症聯盟（International Union Against Cancer，UICC）共同維持並更新。

TNM分期系統中：

膀胱癌的T分期（Diagram showing the T stages of bladder cancer CRUK 372）

T分期（Tumor Developement）代表腫瘤的發展程度可分為：
- TX無法找到原發性腫瘤或定義分期
- T0沒有原發性腫瘤的存在
- Tis原位癌
- T1-T4根據腫瘤大小及生長擴散情形

N分期（Nymph Affect）表示依照淋巴結受到的影響情況分成：
- NX無法確定淋巴結影響分期
- N0無局部淋巴結轉移的癌細胞
- N1-N3淋巴結轉移的情形

M分期（Migration）則是根據遠端轉移的情形分成：
- MX無法確定遠端轉移的分期
- M0沒有遠端轉移發生
- M1已產生遠端轉移

而根據癌症發展的程度，又可分為零、一、二、三、四期等，及早期與晚期，通常零到一期算是早期，但在不同癌症中每期的定義和治療方法都有所不同，確實的分期仍應參考美國癌症聯合委員會的定義。
以肺癌為例：
| IA   | T1    | N0    | M0 |
| IB   | T2    | N0    | M0 |
| IIA  | T1    | N1    | M0 |
| IIB  | T2    | N1    | M0 |
| IIB  | T3    | N0    | M0 |
| IIIA | T3    | N1    | M0 |
| IIIA | T1-3  | N2    | M0 |
| IIIB | T4    | N0-2  | M0 |
| IIIB | 任何T | N3    | M0 |
| IV   | 任何T | 任何N | M1 |

#### 癌症分期與其期程特徵
癌症分期與其期程特徵大致上可由下表表示：
| 第一期癌症 | 腫瘤較小且尚未擴散/轉移（癌細胞可被定位、手術移除，不需借助循環全身的化學藥物治療）                                                                  |
| 第二期癌症 | 腫瘤較大但尚未擴散（癌細胞尚可被定位、手術移除，可能不需借助循環全身的化學藥物治療）                                                                 |
| 第三期癌症 | 不斷增生的癌細胞撐破腫瘤，癌細胞因而擴散至腫瘤周遭的組織及鄰近的淋巴結甚至更遠處。此時癌細胞流竄於原始病灶附近，必需借助循環全身的化學治療藥物治療。 |
| 第四期癌症 | 癌細胞擴散至距離原始腫瘤遙遠的器官及組織。此時癌細胞流竄於全身，必需借助循環全身的化學治療藥物治療。安寧照護將是治療選項之一。                       |

註解：癌細胞將於所到之處繼續失控的繁殖。舉例：若肺癌細胞轉移到肝臟，則肝臟將出現不斷增生的肺部細胞（不具肺功能），且此細胞具有入侵正常肝臟細胞的能力，導致肝功能不斷降低；反之，不具入侵能力但失控繁殖的細胞，稱為良性腫瘤。

### 篩檢
癌症篩檢，是希望在一般大眾身上提早找出潛在未發現與早期無症狀的癌症。所進行的測試必須適合廣大民眾能夠負擔，並且安全，無侵入性而且不易有假陽性結果產生。一旦發現癌症的跡象，更精確的後續檢驗，或使用侵入性手術取得組織切片以確定篩檢結果則是必要的。
癌症篩檢可以早期發現癌症，提早治療癌症能有較好的恢復情形和延長生命。許多不同的篩檢方式已經在實際進行。例如，乳房自我檢查等。由於乳房攝影檢查比乳房自我檢查能更早發現腫瘤存在，所以許多國家目前盡量讓所有中年婦女都能夠接受定期的乳房攝影檢查。大腸直腸癌可透過糞便潛血測試和大腸鏡檢查提早發現。藉由切除潛在惡性息肉的治療，可減少發病率及死亡率。同樣地，子宮頸抹片檢查也能使檢驗者能早期察覺癌前病變區域並加以手術切除，這些篩檢也使得子宮頸癌的發病率和死亡率大幅的減少。此外，已有建議男性應在15歲時開始定期自我檢查睾丸以提早發現睾丸癌。五十歲以上的男性通常建議應該定期進行直腸攝護腺觸診和抗原血液檢驗，可有效偵測前列腺癌的產生。
癌症篩檢的爭議在於檢驗是否的確能夠延長生命，由於癌症的治療方法多半具有侵入性及對身體造成很大負擔，因為早期發現而進行治療反而不一定比完全不治療好。例如，在進行前列腺癌篩檢時，攝護腺抗原血液檢驗可偵測到極微小的腫瘤，但是或許終其一生，這樣的腫瘤並不會成為危及生命的問題。只是一旦經篩檢發現，一般都會進行進一步的檢驗及診療。因此就有可能發生過度診斷的問題，而將病患放入不必要的併發症的風險中，如手術或放射治療的副作用與感染。用於確定診斷前列腺癌所做的前列腺組織切片可能引起的副作用，包括出血和感染。前列腺癌的治療則可能導致尿失禁、勃起功能障礙。同樣地，對於乳癌的篩檢上，近來也有批評認為在一些國家所進行的乳房篩檢計畫所引起問題遠超過所解決的。因為在一般婦女身上做篩檢，產生許多因為陽性或假陽性結果而需要做更精確檢驗的婦女，造成醫療資源的大量浪費，也帶給假陽性者的沉重心理負擔。而這樣大規模的檢驗，最後往往只是找出幾個早期乳癌患者，所耗費的社會成本是值得討論的。
用醫學影像技術檢測癌症，也遭遇類似問題。這些醫學影像檢測技術都是成本相當高且耗費時間。由於偵測的靈敏度極高，常發現細胞病變，這樣的腫瘤也可以被認為惡性，而進行具有潛在危險性的治療方法。
相反的，子宮頸抹片檢查在所有種類的癌症篩檢中則具有最好的成本效益。以公共衛生考量來看，子宮頸癌的病程發展通常十分緩慢，長達數年，又具有明顯的危險因子（性接觸），因此有相當高的機會可在癌症仍是早期時篩檢出來，最重要的是，抹片的成本很低，能夠大量推行。基於這些原因，一項癌症篩檢是否應該進行，民眾的健康改善程度和篩檢的成本與治療的風險都必須列入考慮。

## 治療
對癌症的治療方式通常結合化學療法、放射療法、手術以及標靶治療等。疼痛控制與症狀控制是癌症治療中重要的一環，而安寧緩和醫療對於癌症晚期的病人來說相當重要。癌症病人的存活率端看癌症的種類與開始治療時的疾病狀況。在已開發國家兒童癌症病人的五年存活率平均高達80%，在美國的成年癌症病人的平均五年存活率則有66%。而病症的嚴重程度取決於癌細胞所在部位以及惡性生長的程度。多數癌症根據其類型、所處的部位和發展的階段可以治療甚至治癒。一旦診斷確定，癌症通常以結合手術、化療和放射療法的方式進行治療。隨著科學研究的進步，開發出許多針對特定類型癌症的藥物，也增進治療上的效果。如果癌症未經治療，通常最終結果將導致死亡，也有出現因癌症未及時治療或是改用另類療法而延誤正規治療，因此影響病情的情形。
目前治療方法有五種：外科手術、放射線治療、生物療法（包括激素治療、細胞免疫治療、標靶藥物與疫苗等）、基因療法及藥物化學療法，新的治療方法不斷推陳出新，已在臨床使用的有標靶治療、光動力療法等。治療方式的選擇取決於腫瘤的位置、惡性程度、發展程度以及病人身體狀態。一些實驗性治療癌症的方法也在發展當中。目前對於癌症治療方法的尋找，均是基於徹底清除癌細胞而不損害到其他的細胞的想法。而手術切除的方式，常因為癌細胞入侵蔓延到鄰近組織或遠端轉移而效果有限。化療則受限於對於體內其他正常組織的毒性。輻射也同樣會對正常組織造成傷害。因為「癌症」這個疾病包含許多不同種細胞產生的腫瘤，因此不會像治療一般疾病時會有單一的治療處方，也就是說單一的「癌症治療法」是不存在的。目前治療癌症通常都是依據病程的發展而綜合使用各種療法，以求達到最大的效果。例如，若是腫瘤是可藉由手術切除，通常醫生仍會並用放射線照射患處，讓癌細胞能徹底被消除。或者是因為腫瘤擴散過大，無法用手術切除，此時也可先使用化療縮小腫瘤後再尋求手術切除。
癌症的治療無論是化療、手術或放療都是對身體有極大負擔，並且在發生惡性轉移後，無論是何種方式都是很難徹底治癒。所以在癌症的治療仍然是人類面對的極大考驗。在目前對於年老的癌症患者，或許找出能維持生活品質並讓其能平靜走向生命旅程的終點的治療方式，會是比積極消除癌細胞而使用副作用極大的治療方式要來的實際且重要。
許多患者往往會為了工作而延誤治療致使病情惡化，得不償失。患病者應勇於告知客戶及雇主病況；而客戶及雇主則應給予患病者應有的同理與體恤。也有患者因擔心西醫癌症治療的副作用而選擇逃避或相信不具實證的偏方。中華民國的知名已故罹癌藝人猪哥亮曾提到：「自己應當相信西醫，立即住院治療，而不是病情惡化後才開刀。」

### 手術
理論上，若是以手術完全移除腫瘤細胞，癌症是可以被治癒的。但並非總是如此簡單，外科手術通常無法切除已經轉移到其他部位的癌細胞。使用外科手術治療癌症的例子包括以乳房切除术治療乳癌或是進行前列腺切除術治療前列腺癌。手術的目的在於移除腫瘤細胞或是整個器官，雖然將主要的腫瘤經外科手術切除，但仍有些潛伏在腫瘤所生長的器官週遭的單一腫瘤細胞是無法被察覺的。隨著時間過去，又會重新生長成一個新的腫瘤，稱為癌症復發。為此，手術切除下的腫瘤需要經病理學家的檢視，以確定切下的腫瘤週遭都是正常組織，減少腫瘤切除不完全的機會。
除了切除原發性腫瘤之外，癌症的病程分期也需要手術的協助。例如，確定腫瘤惡化的程度與是否發生淋巴結轉移。病程分期主要可用來推測預後和是否需要實行輔助治療。有時手術也被用來控制症狀以減輕病人痛苦，如脊髓壓迫或腸阻塞，稱為紓緩治療。

### 化學療法

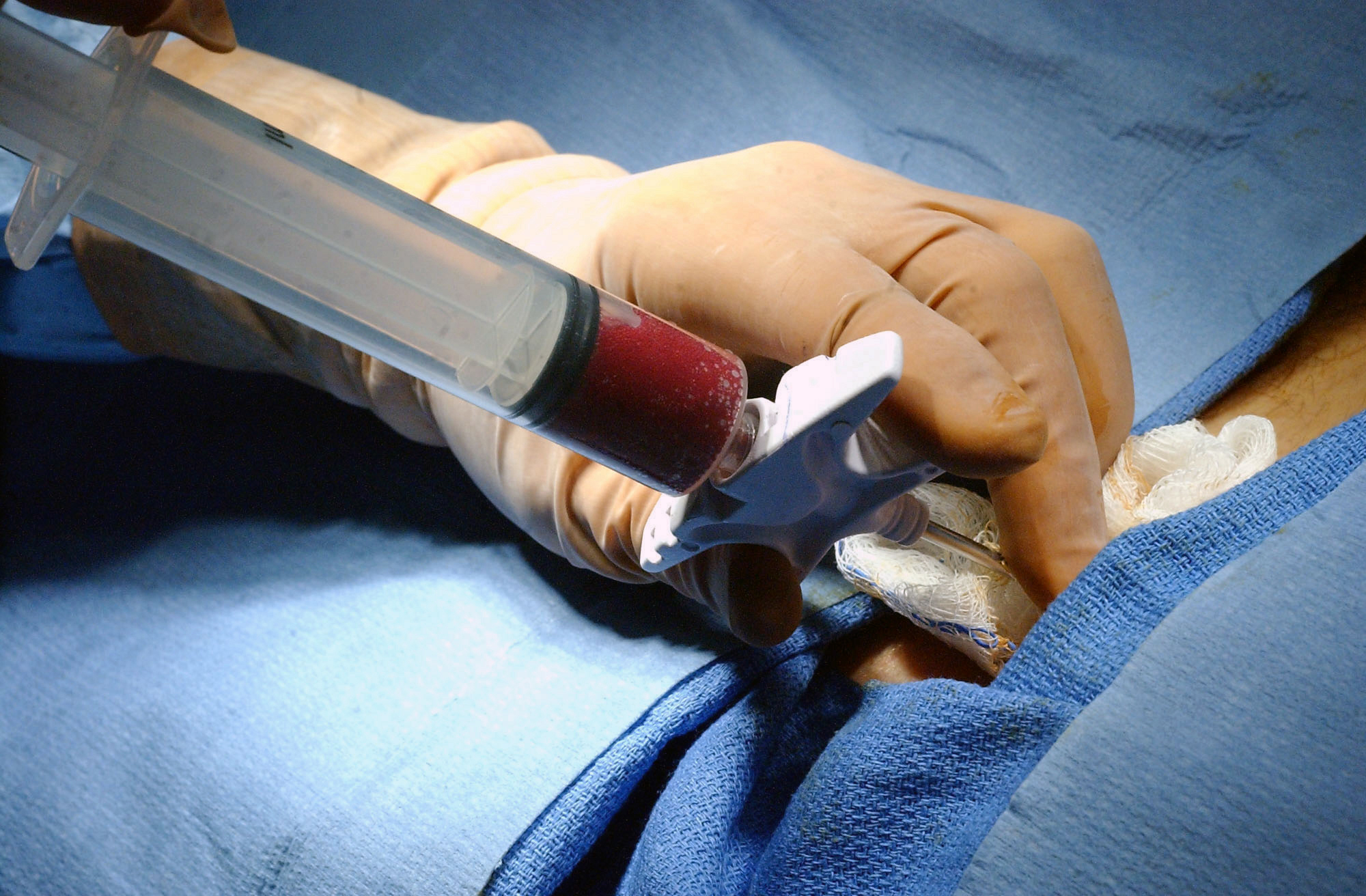
醫師正在從捐贈骨髓者的身上取出骨髓，準備將其移植進受捐贈者體內。

化學療法（常簡稱化療）是用可以殺死癌細胞的藥物治療癌症。由於癌細胞與正常細胞最大的不同處在於快速的細胞分裂及生長，所以抗癌藥物的作用原理通常是藉由干擾細胞分裂的機制來抑制癌細胞的生長，譬如抑制DNA複製或是阻止染色體分離。多數的化療藥物都沒有專一性，所以會同時殺死進行細胞分裂的正常組織細胞，因而傷害常需要進行分裂以維持正常功能的健康組織，例如腸黏膜細胞。不過這些組織通常在化療後也能自行修復。
傳統化學抗癌藥物具有細胞毒性，藥物的作用機轉主要為干擾核酸之生合成或功能，包括嘌呤(purine)、嘧啶(pyrimidine)、RNA和DNA，進而抑制腫瘤細胞生長與複製。若依藥物對細胞週期之選擇性作用，可分為細胞週期專一性(cell cycle-specific; CCS)及細胞週期非專一性(cell cycle-nonspecific; CCNS)兩大類。
常用抗腫瘤藥物分成六大類，包括烴基化劑(alkylating agents)、抗代謝藥物(antimetabolites)、抗生素類(antibiotics)、植物生物鹼(Alkaloids)
、固醇激素類(hormones)及其他抗癌藥物；廣義的抗腫瘤藥物則包含癌症疫苗、免疫抗體製劑等。
因為有些藥品合併使用可獲得更好的效果，化學療法常常同時使用兩種或以上的藥物，稱做「綜合化學療法」，大多數病患的化療都是使用這樣的方式進行。有些癌症不做化學治療，如黑色素瘤(melanoma)、肝癌等。有些對化學療法反應敏感，如白血病、淋巴瘤及絨毛膜癌等。一般在癌症初期，可藉由外科手術或放射線治療減少癌細胞數目後，再採用免疫療法、藥物化學療法或將上述方法採階段性合併治療。
治療某些白血病和淋巴瘤則需要使用高劑量的化療或全身放射治療。這樣的治療方式是先將患者原有的骨髓細胞完全破壞，避免進行骨髓細胞移植時發生排斥作用。進行骨髓移植之後，依靠患者本身的復原能力，重新進行造血功能。移植的來源除了接受親屬或配對符合的捐贈者之外，也可將病患本身的骨髓細胞以及周邊造血幹細胞先取出存放待日後移植所需，稱為自體移植。

### 免疫療法
免疫療法是利用人體內的免疫機制來對抗腫瘤細胞。已經有許多對抗癌症的免疫療法在研究中。目前較有進展的就是癌症疫苗療法和單株抗體療法，而免疫細胞療法則是最近這幾年最新發展的治療技術。

### 癌症疫苗
癌症疫苗為免疫療法中的其中一種，目前已有大量研究工作投入開發癌症的疫苗，希望藉此避免傳染性致癌物的影響（例如病毒）或是讓身體能對癌症的特有抗原產生免疫反應。其主要的原理是活化體內免疫細胞的所具有的專一性免疫能力，能提高免疫細胞辨識特定癌細胞的能力，強化並誘導出細胞毒殺性T淋巴球（CTL）攻擊特定癌細胞。主要功能是作為癌症手術、化學治療和放射線治療之後的輔助治療，幫助預防癌症的復發與轉移。過去在日本，針對多數固體腫瘤，已有癌症疫苗被發展使用。在2005年的十月，科學家研發出對抗人類乳突狀病毒16和18型（HPV type 16、18）的疫苗，可以保護身體不受這兩類的病毒感染，因此也可用來預防大多數是由此兩類病毒引起的子宮頸癌。

#### 單株抗體療法
主要原理是使用高專一性的單株抗體直接結合到腫瘤細胞特有的蛋白質或是細胞激素，影響腫瘤細胞的生長、引起免疫系統反應或是其他功能。已經發展的藥物有針對乳癌的曲妥珠单抗和針對白血病的吉妥单抗在臨床使用。
另一方面，現在有些方法則是想利用身體本身的免疫系統產生非專一性的免疫反應來對抗癌細胞，例如卡介苗膀胱內灌注免疫療法將卡介苗灌注進入膀胱內，以引發免疫反應對抗表淺性膀胱癌。此外使用干擾素和介白質素，均可引起免疫反應。而使用疫苗所產生的免疫反應來對抗腫瘤的研究也正在進行當中，尤其是針對惡性黑色素瘤與腎細胞腫瘤）。

### 免疫細胞療法
免疫細胞療法是最近這幾年開發的最新技術，原理是直接將大量未分化的樹狀細胞投入腫瘤中或腫瘤周邊的血管中，能迅速且大量的強化樹狀細胞辨識特定癌細胞的能力，使樹狀細胞可在短時間內幫助輔助型T細胞（helper T cell）快速誘導出大量細胞毒殺性T淋巴球（CTL），以攻擊特定癌細胞。目前此項研究已在日本進入臨床試驗階段。

### 放射線治療
放射線治療（也稱放療、輻射療法）是使用輻射線殺死癌細胞，縮小腫瘤。放射治療可經由體外放射治療或體內近接放射治療。由於癌細胞的生長和分裂都較正常細胞快，藉由輻射線破壞細胞的遺傳物質，可阻止細胞生長或分裂，進而控制癌細胞的生長。不過放射治療的效果僅能侷限在接受照射的區域內。放射治療的目標則是要儘可能的破壞所有癌細胞，同時盡量減少對鄰近健康組織影響。雖然輻射線照射對癌細胞和正常細胞都會造成損傷，但大多數正常細胞可從放射治療的傷害中恢復。因此通常在臨床上，醫師與放射專家會小心計算需要的放射線劑量，同時放射治療也會分成許多次進行，讓健康的組織在每次輻射線照射的間隔中能有機會恢復。
放射治療可用來治療發生在各個部位的固态瘤，包括腦、乳房、子宮頸、咽喉、肺、胰、前列腺、皮膚、胃、子宮或軟組織的肉瘤，治療白血病和淋巴瘤有時也會使用輻射。放射治療所使用的輻射劑量取決於多項因素，例如癌症種類以及是否有可能破壞週遭組織和器官。如同其他的治療方式，放射治療仍然有其副作用存在。

### 標靶治療
標靶治療從1990年代後期開始在治療某些類型癌症上得到明顯的效果，與化療一樣可以有效治療癌症，但是副作用與化療相較之下減少許多。分子標靶治療(molecular target therapy)為一種免疫療法，可針對癌細胞所特有的生長因子或接受體加以阻斷，這種療法就好比「導向飛彈」，可以精確地命中目標，專一性的抑制腫瘤細胞的生長、轉移及侵入，避免傳統抗癌藥物全面破壞所帶來不必要的副作用；此外，增強宿主免疫反應的免疫療法更是重要，其他標靶抗癌方法有：增強與肺癌有關的抗癌因子(p53)、抑制致癌因子、運送基因到癌細胞以增強對藥物感受性、標示出癌細胞以誘發免疫反應或誘導癌細胞凋亡: 這項治療的原理是使用具有專一性對抗癌細胞的不正常或失調蛋白質的小分子，例如，酪氨酸磷酸酶抑制劑伊马替尼和吉非替尼，以及單株抗體。此外也有使用小的胺基酸結構來結合細胞表面上的受器或影響腫瘤周圍的細胞外基質，經由結合同位素與小胺基酸結構，使其專一的結合到癌細胞上，再利用放射線殺死癌細胞。

### 荷爾蒙抑制
某些癌症的成長會受某些荷爾蒙的增加或減少而抑制。對荷爾蒙敏感的腫瘤常見的例子有乳癌和前列腺癌，減低或增加體內雌激素或雄激素往往可用來做為補充治療的一種。

### 症狀控制
雖然癌症症狀的治療並不被視為是癌症的治療方法，但對於癌症病患的生活品質有重要的幫助，也能用來評估病患是否能進一步接受其他治療。儘管所有醫師都能夠使用藥物來減輕或抑制疼痛、噁心、嘔吐、腹瀉、出血及其他癌症患者常見的症狀，舒緩治療的進一步發展對於有這一方面的需求的病患仍然是相當重要的。
止痛藥，如嗎啡、羥可酮、止吐劑及其他藥物用來抑制噁心和嘔吐，都是常用來減輕癌症患者症狀的藥物。
由癌症引起的慢性疼痛幾乎都與癌症本身或治療過程（手術、放射線治療、化療）所持續造成的組織損傷有關。癌症患者的疼痛並沒有明顯的產生原因。許多發生嚴重疼痛症狀的癌症患者常常已經接近生命的終點，這時進行姑息疗法會是比較好的選擇。雖然社會上普遍對使用鴉片類麻醉劑的觀感不佳，但在癌末病患的治療上，主要的考量是盡量使患者感到舒適，無論使用鴉片類麻醉劑、手術或物理療法，甚至不應考慮醫療資源的支出，而要盡力使病患能得到最好的照顧。

### 實驗療法
臨床實驗，是在癌症病患身上進行新的治療方法的實驗，希望找出更好的方法治療癌症，協助癌症患者恢復健康。臨床實驗測試範圍包含新的治療藥物，新的手術方法或放射治療方式，重新組合不同的療法，或發展全新的療法，如基因療法。
臨床實驗是抗癌研究長期研發實驗的最後一個階段。找尋新的治療方法通常是在實驗室裡開始進行，研究員不斷測試和實驗新的對抗癌症的想法。如果找出有潛力的治療方式，首先要先進行動物實驗，觀察此新療法實際施行在生物體上是否確實有效，或是帶有未知副作用等問題。在實驗室與動物實驗都很有效並不能代表同樣的方法在人體身上能夠成功，因此要等臨床實驗結束，才能確定新的治療方法是安全有效的。
參加臨床實驗的病患有機會得到其所參與實驗的新療法的幫助，但是新的治療方式並不保證會有良好的結果，新療法也可能有未知的風險，嚴重的話甚至會導致死亡。但如果新療法成功的話，接受實驗的病人可能會最先受益。臨床實驗在美國有相當嚴格的進行規範，無論是在人選的選擇以及藥物劑量都有標準操作原則。以避免研究者為了加速研發新藥物，不顧病患的權益，貿然在人體上進行高風險的新療法測試。實際上有許多例子也顯示，即使是通過嚴格標準篩選出可進入臨床實驗階段的抗癌藥物，在臨床上的結果並未如預期的有效。這樣的結果也反映癌症的多原性以及人體系統的複雜度，我們在抗癌藥物的研發上仍有漫長的路途要走。

### 二氯乙酸鹽
近期的實驗發現用來治療乳酸性酸中毒的二氯乙酸鹽能夠調節並恢復受損粒線體的正常新陳代謝功能，這樣的功能也被證明能對癌細胞發生影響。因為通常癌細胞不會進行細胞凋亡，但是二氯乙酸鹽可藉由促使細胞從乳酸循環轉變為有氧循環的效果，調節粒線體功能讓癌細胞重新恢復細胞凋亡的能力，藉以對抗癌症。在細胞層面的研究已證實二氯乙酸鹽能對實驗室培養的癌細胞株引發細胞凋亡，但相反的也有研究指出二氯乙酸鹽會造成癌症產生。所以將二氯乙酸鹽作為治癌藥物相關的研究仍有待繼續進行。

### 輔助及另類療法
另類醫學的治療方式包含許多種類的系統或療法，此類治療以現代醫學標準的觀點來看，通常不被認為是有效及安全的。但是醫師仍然可以利用這樣的治療方法來「補充」標準治療所不能提供的，例如身體的舒適或是心靈上的平靜，重燃起患者對治療癌症的希望。
雖然還沒有得到科學證明，也常常引起質疑，許多癌症的另類療法並未停止。另類療法背後的巨大風險、花費、潛在的副作用和幾乎毫無治療效果等問題，仍未能阻止此類療法的使用。提倡另類療法的人也往往無法或不願接受科學方法的檢驗其有效性。這樣的治療方式包括禱告和心理上的調適如「冥想」與「打坐」來幫助患者減輕疼痛和改善心情。特殊飲食，例如葡萄為主的飲食、以甘藍菜為主的飲食。補充營養素，例如服用大量維他命，電療，服食特殊的化合物如苦杏仁素、維他命B17）。另類的醫療藥物使用方法，如服用胰島素、灌腸以及使用生藥、中藥或草藥的合成物等。有些互補和另類醫學的治療方式不但無效而且還會危害病患，醫療專業人員多半不建議將其作為癌症的唯一治療方式。

## 延伸閲讀
- 香港癌症基金會出版物

## 外部連結
- 美國癌症協會（American Cancer Society Homepage） （页面存档备份，存于）
- 美國癌症研究協會（American Association for Cancer Research） （页面存档备份，存于）一個非營利的研究組織，致力於研究癌症的起因、知識、診斷、治療和預防。
- 世界衛生組織的癌症網頁（The World Health Organisation's cancer site） （页面存档备份，存于）有關全球性的癌症預防與治療策略的資料。
- 世界衛生組織的癌症統計數據（World Health Organization's fact sheet on cancer） （页面存档备份，存于）
- 國家癌症研究學院（National Cancer Institute） （页面存档备份，存于）美國政府的機構，負責進行與支持有關癌症的研究
- 癌症研究學院（The Institute of Cancer Research） （页面存档备份，存于）英國的獨立癌症研究機構。
- EORTC （页面存档备份，存于）歐洲的非營利組織進行癌症治療的研究並執行臨床試驗（European Organization for Research and Treatment of Cancer）。
- 國際癌症生物學療法協會（International Society for Biological Therapy of Cancer） （页面存档备份，存于）集合醫學專家發展並研究以生物學的治療方法對抗癌症。
- Inside Cancer （页面存档备份，存于）一個提供多媒體資源解說癌症的網站
- 台灣癌症基金會 （页面存档备份，存于）